# Parlamentos regionales de Alemania

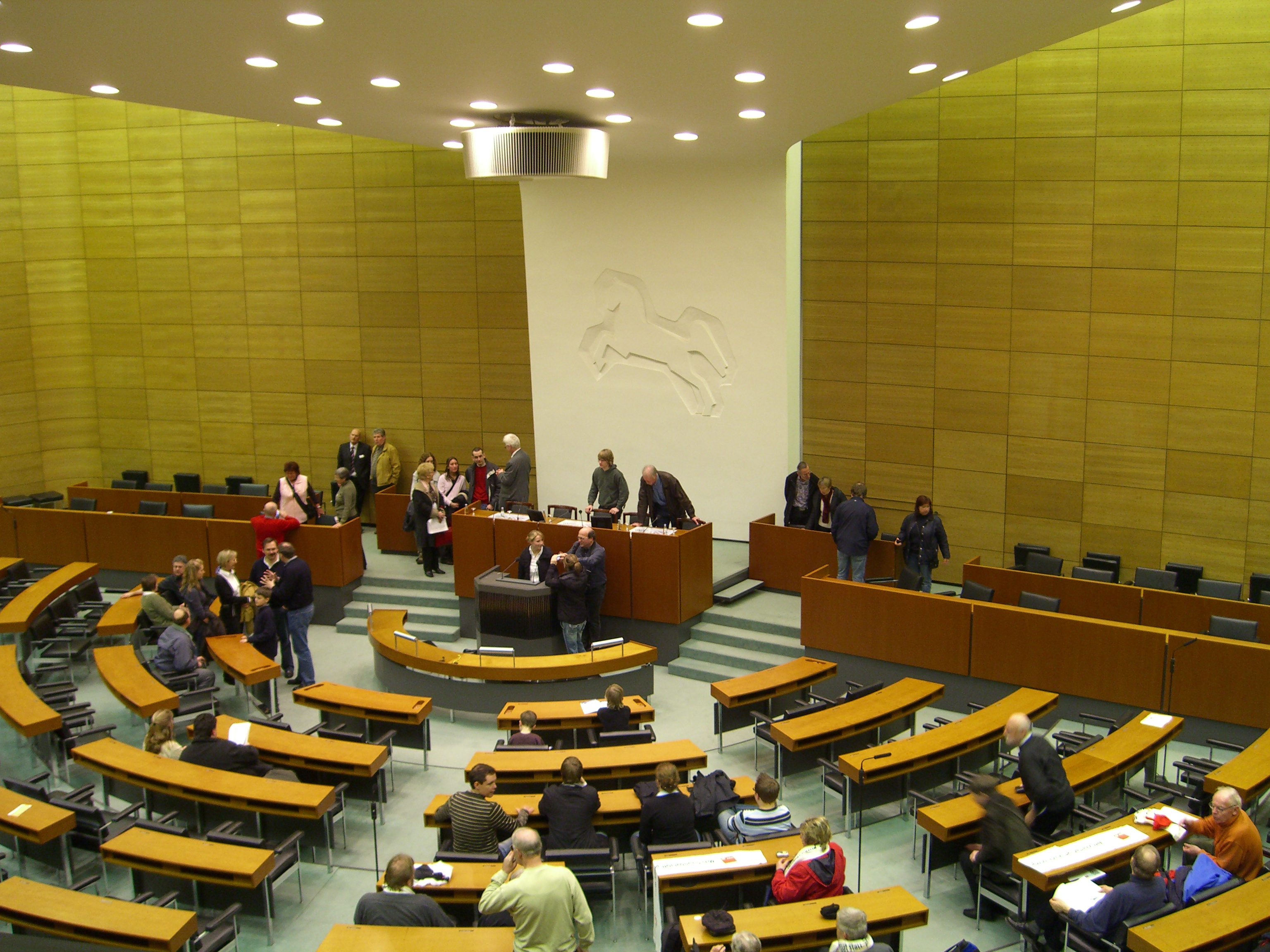
Parlamento Regional Bajo Sajón, 2007.

Landtag (en plural, Landtage; oficialmente, Parlamento Regional; también traducido como Asamblea) es el nombre alemán de la mayoría de los parlamentos de cada uno de los estados federados de Alemania. Sus funciones principales son el control del gobierno regional, la legislación regional y la votación del presupuesto de cada Estado federado.
Las elecciones a los Landtage no están coordinadas; el periodo de legislatura es de cuatro años en Bremen y de cinco años en los demás Estados. En las tres ciudades-Estado, los parlamentos regionales llevan otros nombres: Abgeordnetenhaus (Casa de Diputados) en Berlín y Bürgerschaft (Ciudadanía) en Bremen y Hamburgo.

## Elecciones

### Modo de elección
El modo de elección depende de las leyes correspondientes de cada Estado federado. Sin embargo, casi todos los Estados federados prevén un sistema de voto proporcional personalizado.
Todos los Estados federados están repartidos en distritos electorales; y en cada distrito electoral un diputado es elegido con un "mandato directo" por mayoría simple al Landtag. Además, cada partido tiene una lista electoral cuyos miembros entran en el Landtag si un partido en total ha obtenido un mayor porcentaje de votos de los que están ya reflejados por los mandatos directos que ha ganado. (En Bremen y Sarre, sin embargo, no existen los mandatos directos).

### Fecha de las elecciones
La fecha de las elecciones es definida por el Landtag mismo o por el ministerio de Interior regional. Por lo tanto, las elecciones regionales en Alemania no suelen coincidir.
Esto ha sido criticado repetidamente, ya que los resultados de estas elecciones influyen en la composición del Bundesrat (Cámara Alta del parlamento alemán), que tiene un papel esencial en la política federal. Por lo tanto, el gran número de fechas electorales regionales provoca, según los críticos, una "campaña electoral continua" que paraliza la política. Como solución se ha propuesto el alargamiento de los periodos de legislatura de los Landtage o la coincidencia de todas las elecciones regionales en la misma fecha. Sin embargo, esta medida requeriría cambios en la Constitución alemana, por lo que su realización es más bien improbable.
De momento, hay una coordinación voluntaria de la fecha electoral en los siguientes Estados federados:
- Baden-Wurtemberg, Renania-Palatinado y Sajonia-Anhalt
- Berlín y Mecklemburgo-Pomerania Occidental
- Brandeburgo, Turingia y Sajonia
- Hesse y Baja Sajonia

## Lista de parlamentos regionales de Alemania
| Estado | Estado                            | Landtag                                      | N.º de miembros | Mayoría | Duración de mandato |
| ------ | --------------------------------- | -------------------------------------------- | --------------- | ------- | ------------------- |
|        | Baden-Wurtemberg                  | Landtag de Baden-Württemberg                 | 154             | 77      | 5 años              |
|        | Baviera                           | Landtag de Baviera                           | 203             | 102     | 5 años              |
|        | Berlín                            | Abgeordnetenhaus de Berlín                   | 159             | 80      | 5 años              |
|        | Brandeburgo                       | Landtag de Brandeburgo                       | 88              | 45      | 5 años              |
|        | Bremen                            | Bürgerschaft de Bremen                       | 87              | 44      | 5 años              |
|        | Hamburgo                          | Bürgerschaft de Hamburgo                     | 123             | 62      | 5 años              |
|        | Hesse                             | Landtag de Hesse                             | 137             | 69      | 5 años              |
|        | Mecklemburgo-Pomerania Occidental | Landtag de Mecklemburgo-Pomerania Occidental | 79              | 40      | 5 años              |
|        | Baja Sajonia                      | Landtag de Baja Sajonia                      | 146             | 69      | 5 años              |
|        | Renania del Norte-Westfalia       | Landtag de Renania del Norte-Westfalia       | 195             | 98      | 5 años              |
|        | Renania-Palatinado                | Landtag de Renania-Palatinado                | 101             | 51      | 5 años              |
|        | Sarre                             | Landtag de Sarre                             | 51              | 26      | 5 años              |
|        | Sajonia                           | Landtag de Sajonia                           | 120             | 61      | 5 años              |
|        | Sajonia-Anhalt                    | Landtag de Sajonia-Anhalt                    | 97              | 49      | 5 años              |
|        | Schleswig-Holstein                | Landtag de Schleswig-Holstein                | 69              | 35      | 5 años              |
|        | Turingia                          | Landtag de Turingia                          | 88              | 45      | 5 años              |
| Total  | Total                             | Total                                        | 1898            |         | -                   |